# Sistema escalera para fijación de bolsillos

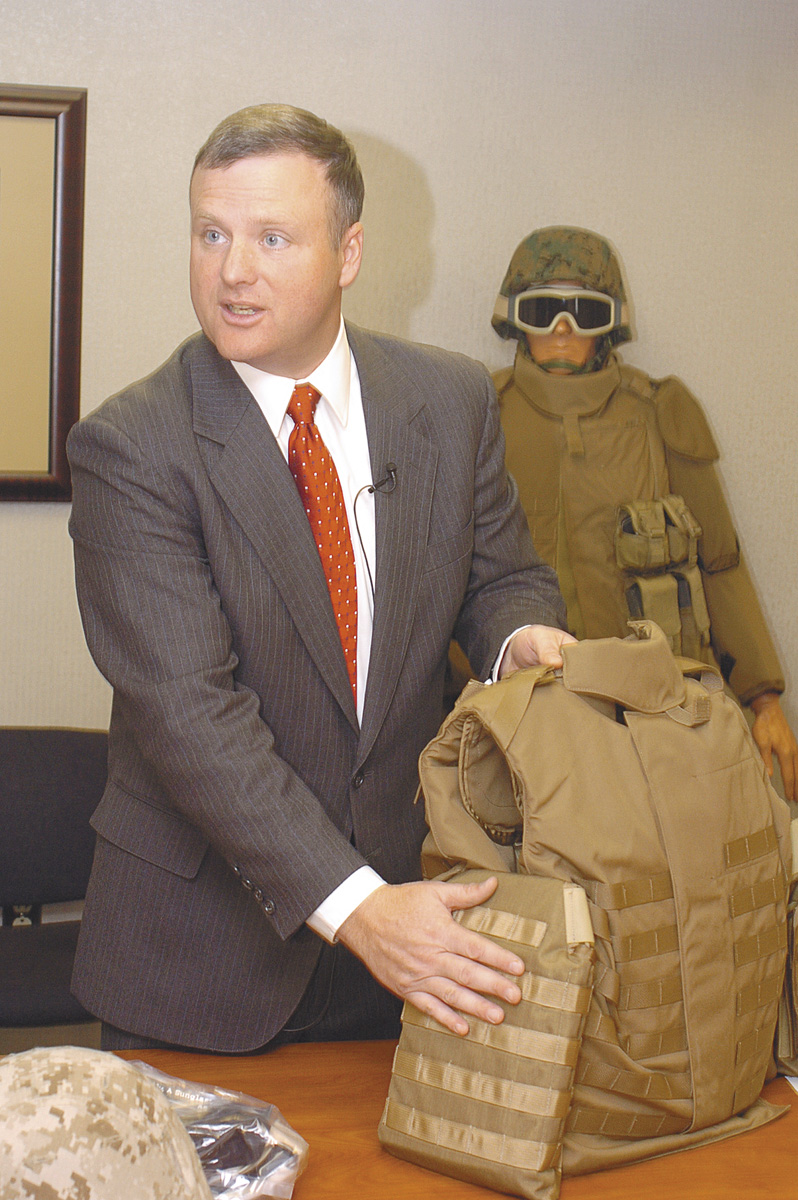
La cuadrícula PALS es fácilmente visible en esta imagen del blindaje corporal Interceptor del Cuerpo de Marines de EE. UU .; observe las bolsas unidas al sistema en el fondo (2005)

El sistema escalera para fijación de bolsillos o PALS (por sus siglas en inglés) es una red de correas inventada y patentada por el Centro de Investigación, Desarrollo e Ingeniería de Soldados Natick del Ejército de los Estados Unidos que se utiliza para sujetar equipos más pequeños a plataformas de carga, como chalecos y mochilas. Se utilizó por primera vez en mochilas MOLLE, pero ahora se encuentra en una variedad de equipos tácticos, como el chaleco táctico exterior mejorado de EE. UU., el chaleco antibalas Interceptor, la mochila de equipo de carga mejorada del USMC y el chaleco táctico modular. Se utiliza para sujetar elementos como fundas, bolsas para cargadores, bolsas para radios, fundas para cuchillos y otros equipos. Existe una amplia variedad de bolsas disponibles en el mercado, lo que permite a los soldados personalizar su equipo. También hay una variedad de métodos de fijación, incluido el Alice Clip, el Natick snap y correas suaves entrelazadas. El sistema PALS ha comenzado a ser adoptado por otras fuerzas, como el Ejército británico, que lo utiliza en sus chalecos antibalas Osprey.
PALS se compone de correas que están cosidas al equipo que sostiene la carga, así como de correas adicionales en el accesorio correspondiente. Estas correas se entrelazan entre las cintas de las dos piezas y se ajustan en su lugar, lo que proporciona un ajuste muy seguro que puede ser retirado con un esfuerzo moderado. Los nuevos modelos se fabrican mediante corte láser a partir de una única pieza de tela, en lugar de utilizar correas de cincha cosidas. Este método es habitual en muchos artículos tácticos recientes, que van desde mochilas hasta chalecos. El espaciado se mantiene en el mismo estándar, lo que garantiza que las nuevas escaleras cortadas con láser sean completamente compatibles con las bolsas más antiguas diseñadas para plataformas de construcción que utilizan correas de cincha.

## Especificaciones

Patrón para rejillas de correas PALS y MOLLE, que se basan en 25 mm cinta ancha con 38 mm espacio entre cada punto de costura.

La cuadrícula PALS consta de filas horizontales de 25 mm descripciones de artículos comerciales (CID) AA-55301A (reemplaza a Mil-W-43668) Cinta de nailon tipo III (la mayoría de los vendedores comerciales usan tipo IIIa), espaciada 25 mm de distancia y se vuelven a unir al soporte a 38 mm intervalos. Las puntadas están espaciadas a 38 mm de distancia, con un rango de 35 a 40 mm (1,4 a 1,6 pulgadas) considerado aceptable en la práctica.
Los estilos más nuevos vienen en varias telas cortadas con láser, la más común es nailon cordura 1000D (algunos proveedores usan 500D–600D). Los beneficios que a menudo se citan para el estilo de pieza única cortada con láser son un ahorro de peso significativo, especialmente en portaplacas/aparejos y artículos con gran cantidad de área de escalera, así como menos volumen. Otra consideración es que se pueden fabricar telas con nuevos patrones populares sin necesidad de conseguir correas en tonos compatibles, incluidas las condiciones de visualización con dispositivos de visión nocturna. Muchos de estos patrones especializados también están disponibles en formas tratadas NIR para un camuflaje óptimo visto a través de dichos dispositivos de visión nocturna.

## Galería

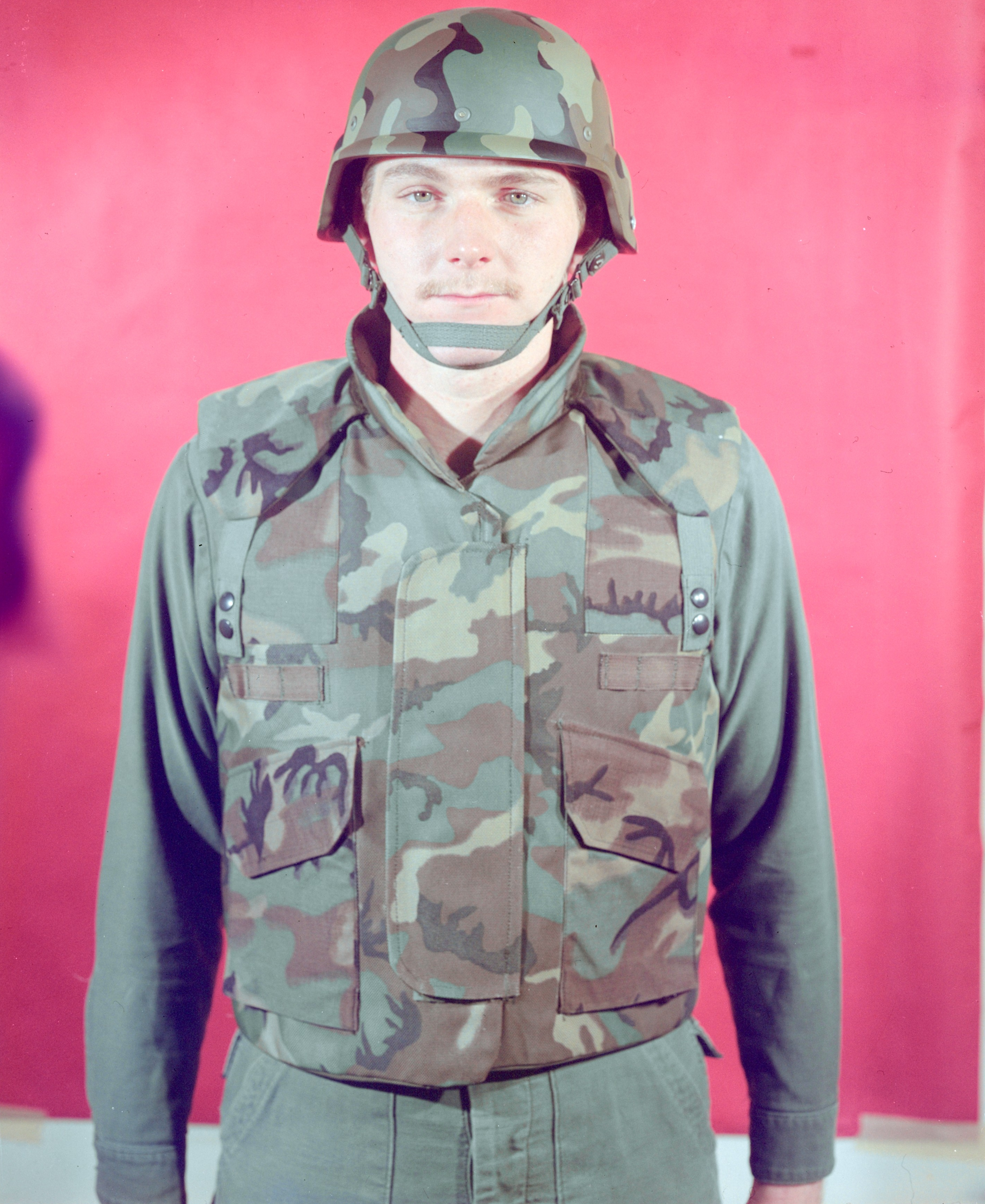
Un hombre en 1975 modelando un prototipo temprano del chaleco PASGT con diseño ERDL, con dos tiras de cincha PALS en el frente.
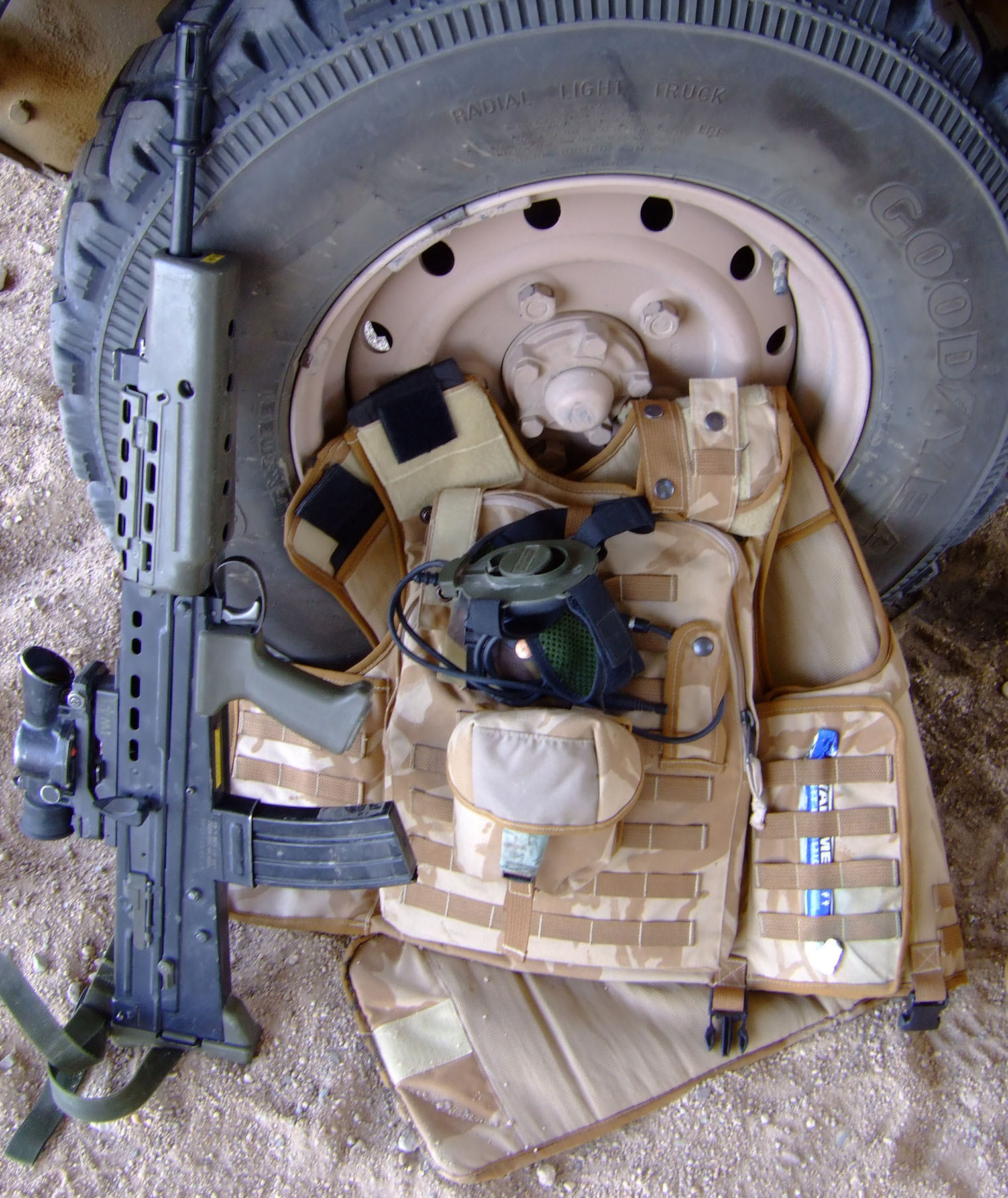
Rejilla PALS en el chaleco antibalas Osprey del Reino Unido
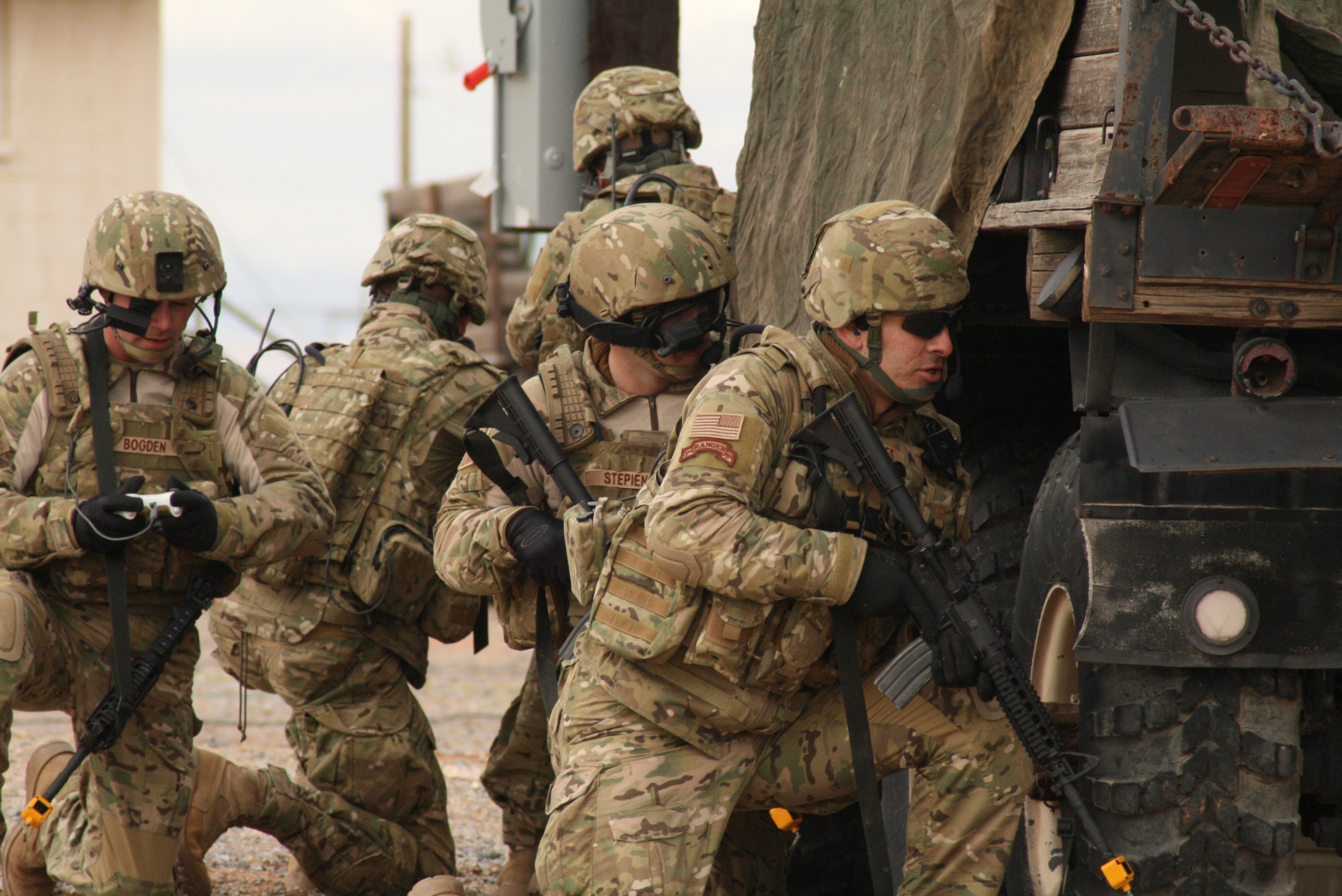
En esta imagen de soldados del programa Future Force Warrior se pueden ver claramente bolsas unidas a chalecos antibalas mediante la rejilla PALS, incluida una bolsa de hidratación.
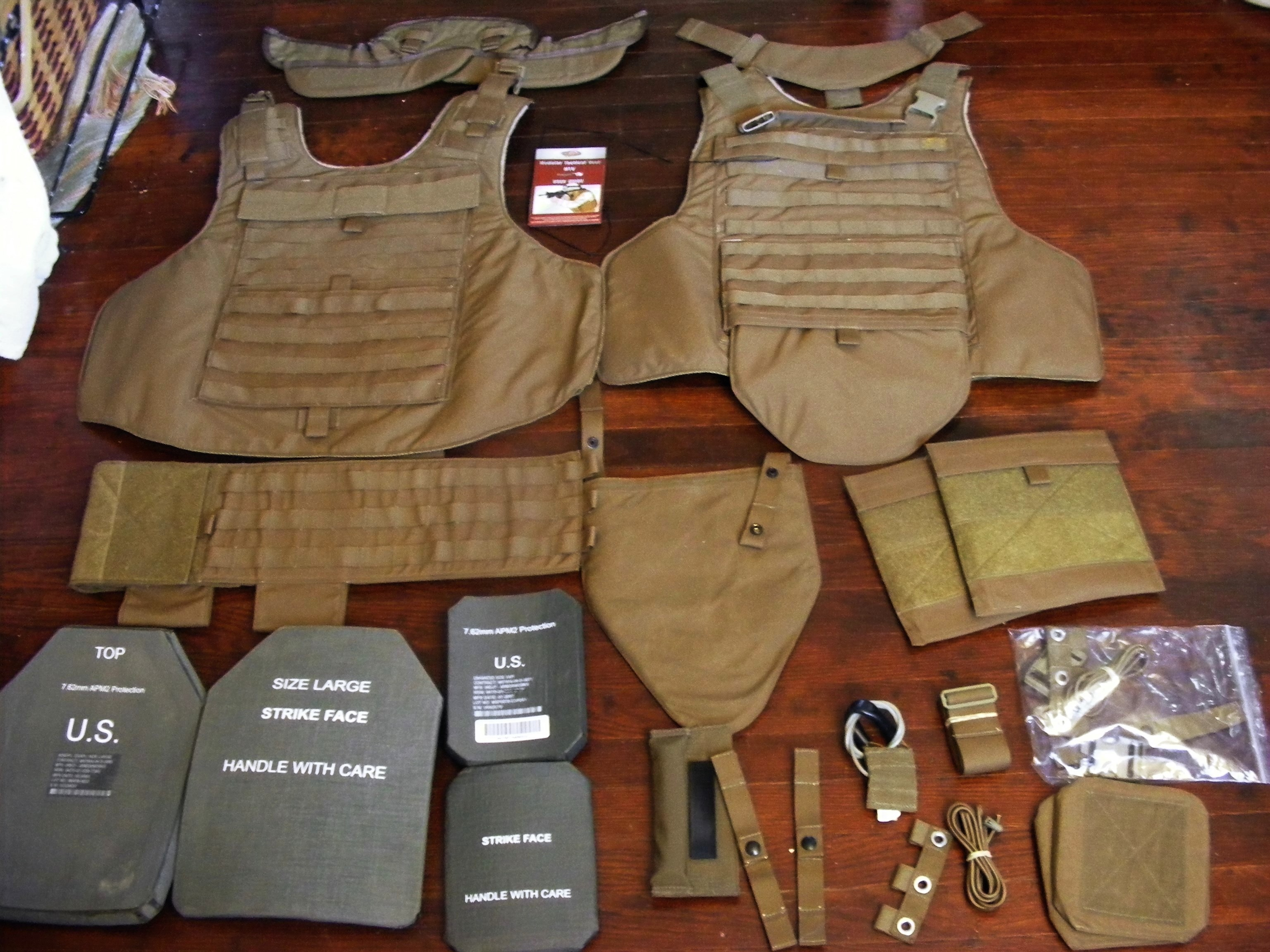
Cuadrícula PALS en un chaleco táctico modular del Cuerpo de Infantería de Marina de los EE. UU.
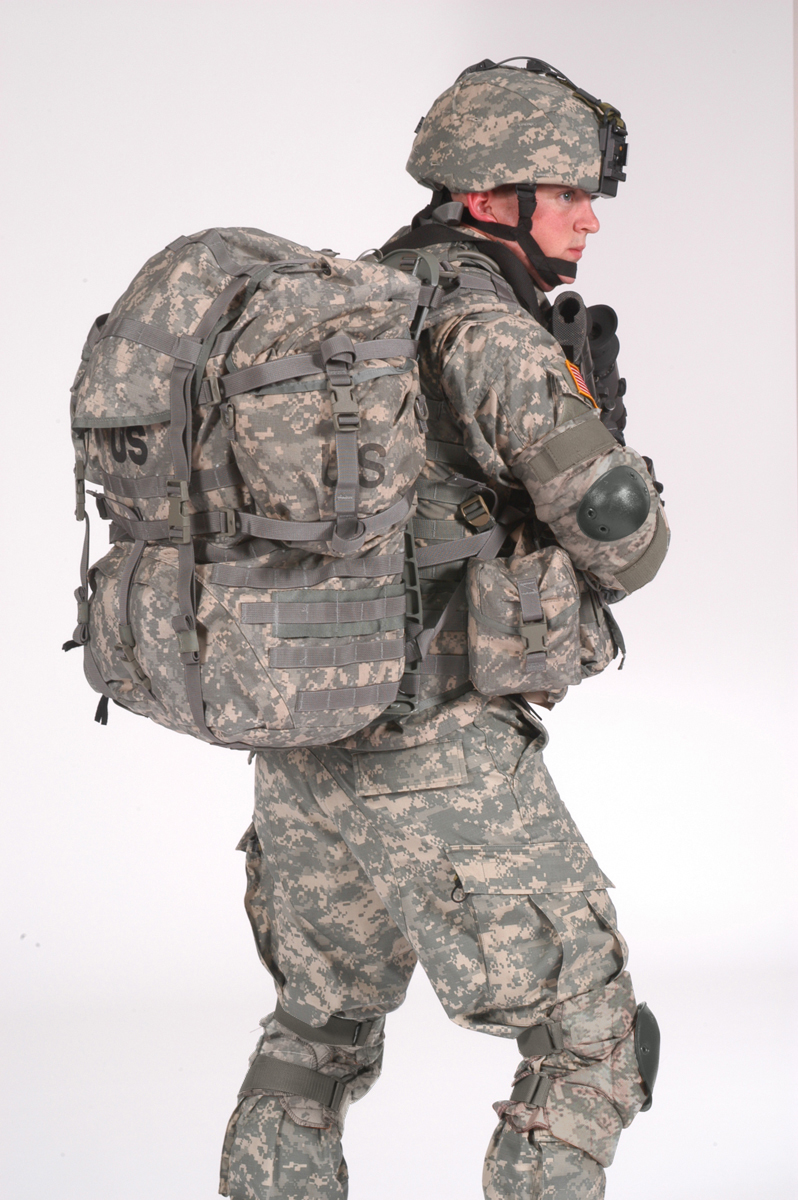
Rejilla PALS en el paquete MOLLE